# Mallochomacquartia vexata
Mallochomacquartia vexata är en tvåvingeart som först beskrevs av Frederick Wollaston Hutton 1901.  Mallochomacquartia vexata ingår i släktet Mallochomacquartia och familjen parasitflugor. Inga underarter finns listade i Catalogue of Life.